# Myrlena López
Myrlena López (29 novembre 1985) è una pallavolista portoricana.
Gioca nel ruolo di centrale nelle Llaneras de Toa Baja.

## Carriera

### Club
La carriera professionistica di Myrlena López inizia nella stagione 2008, quando debutta nella Liga de Voleibol Superior Femenino con le Vaqueras de Bayamón, franchigia alla quale resta legata per tre annate, venendo anche premiata come miglior esordiente del torneo. Nella stagione 2011 approda alle Lancheras de Cataño, dove gioca nuovamente per tre annate, aggiudicandosi il primo scudetto della propria carriera al termine della Liga de Voleibol Superior Femenino 2012.
Dopo due annate di inattività, torna in campo nella stagione 2016, vestendo la maglia delle neonate Capitalinas de San Juan. È nuovamente in campo nella Liga de Voleibol Superior Femenino 2019, difendendo i colori delle Llaneras de Toa Baja.

## Palmarès

### Club
- Campionato portoricano: 1

2012

### Premi individuali
- 2008 - Liga de Voleibol Superior Femenino 2008: Miglior esordiente